# Agnes Jebet Tirop
Agnes Jebet Tirop   (Uasin Gishu County, 23 d'octubre de 1995 - Iten, 13 d'octubre de 2021) va ser una atleta kenyana, especialista en carreres de fons, medallista de bronze mundial el 2017 i el 2019 en 10.000 m.

## Carrera esportiva
Tirop va guanyar protagonisme a nivell nacional el 2012, quan va quedar subcampiona del món júnior Faith Chepngetich Kipyegon al Campionat de Kenya de camp a través. Això va conduir a la seva primera selecció nacional i medalla internacional al Campionat Africà de camp a través de 2012, en què va tornar a ser subcampiona de Kipyegon i va aconseguir la medalla de plata junior. Va ser la participant més destacada de Kenya als 5.000 metres del Campionat Mundial d'Atletisme del 2012 i va acabar amb una medalla de bronze en una marca personal de 15:36.74 minuts per darrere de l'oposició etíop.
Tirop va tornar a ser segona a Kipyegon al Campionat de Kenya de camp a través de 2013. La temporada 2014 va sortir de l'ombra de Kipyegon. Va guanyar el títol júnior de cros kenyà i després va dominar la cursa júnior al Campionat Africà de camp a través 2014, portant els kenyans a la victòria amb un marge de 14 segons (Kipyegon va guanyar les dues curses sèniors).
En el Mundial de Londres 2017 va guanyar la medalla de bronze en 10.000 metres, havent quedat després de les etíops Almaz Ayana (or) i Tirunesh Dibaba (plata). En els Jocs Olímpics de Tòquio 2020, celebrats el 2021, va quedar quarta en els 5.000 metres. El setembre de 2021 va fer història en rebaixar els 28 segons el rècord mundial antic dels 10 km en la prova Adizero Road To Records, a Alemanya. L'octubre de 2021 va quedar segona en la cursa Giants Geneva després de Kalkidan Gezahegne en un temps de 30:20.

## Mort
Va ser trobada morta al seu domicili d'Iten, al comtat d'Elgeyo Marakwet (Kenya), el 13 d'octubre de 2021, amb diverses punyalades a l'abdomen. Poques hores després fou detingut el seu marit com a presumpte assassí.